# Rusinowa Polana

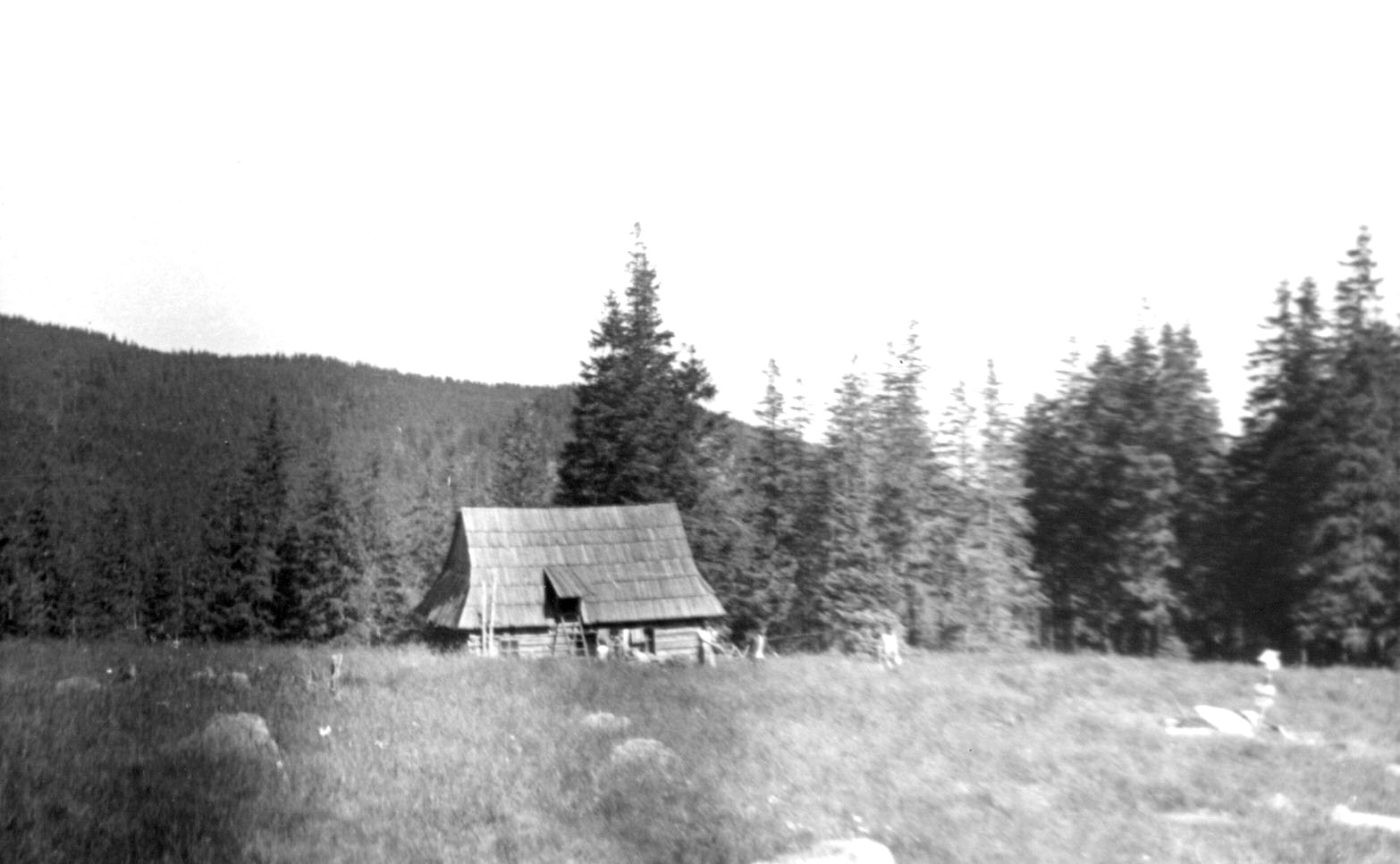
Rusinowa Polana w 1976 r.

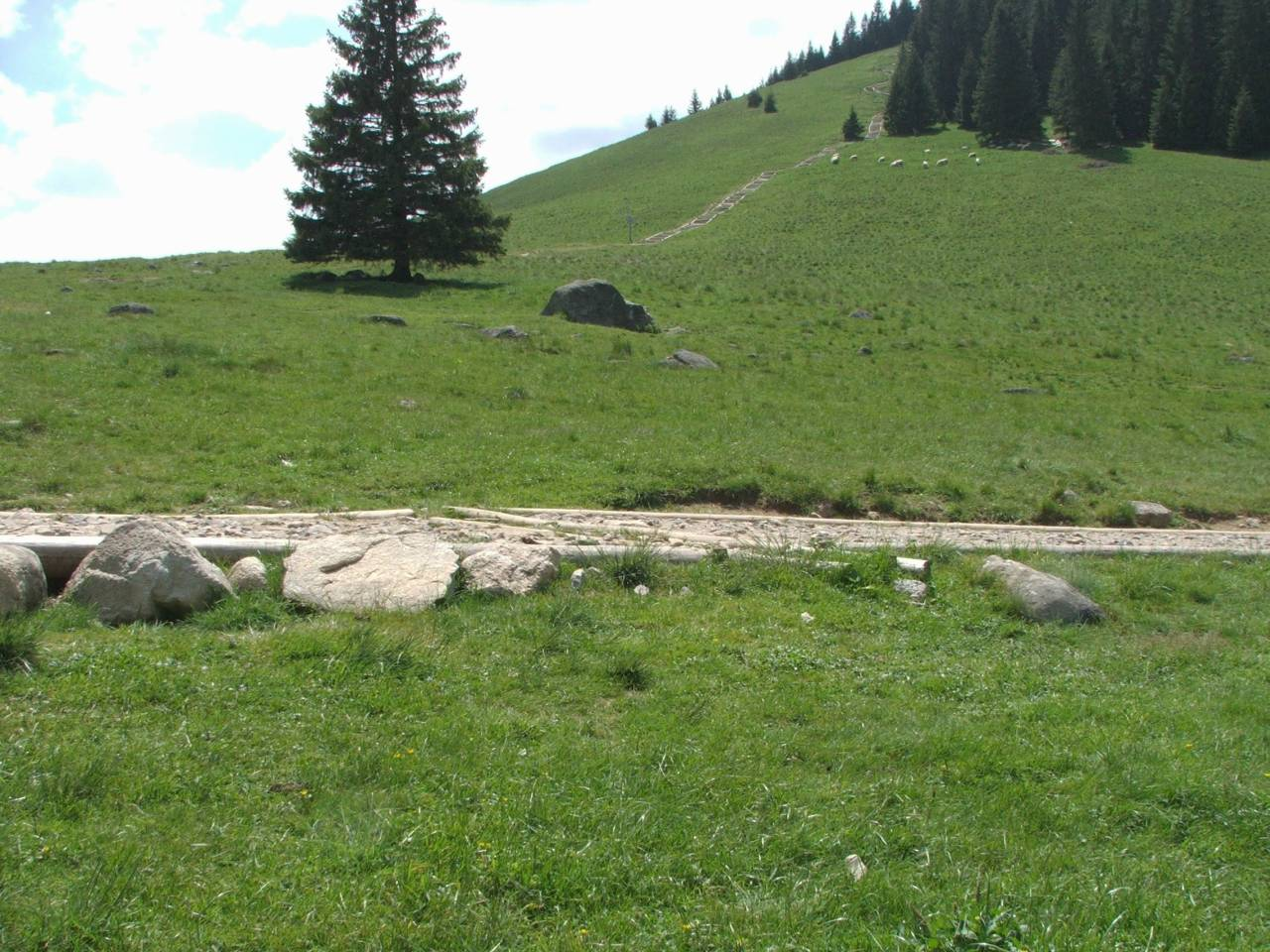
Wypas na polanie

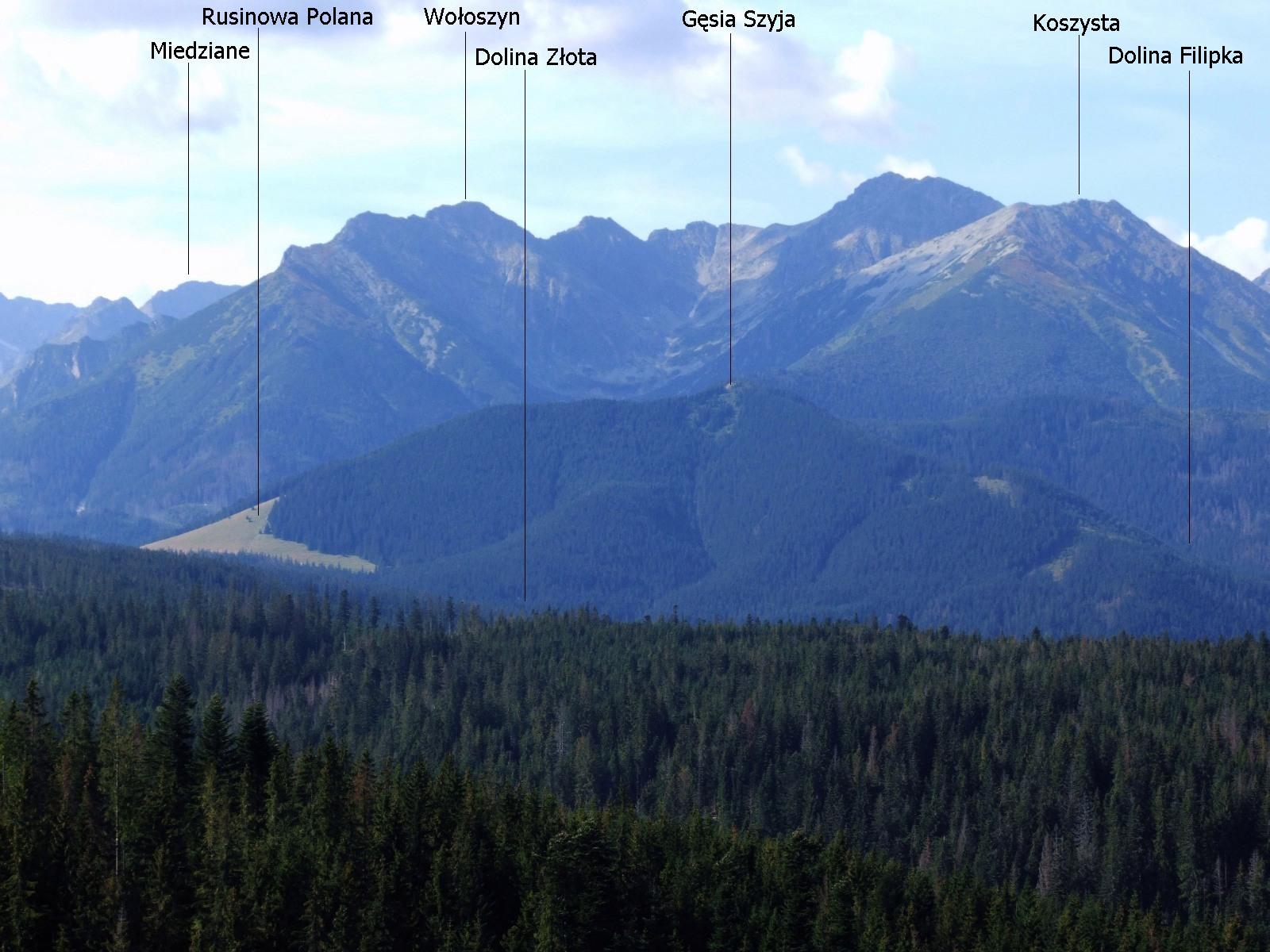
Widok z Głodówki

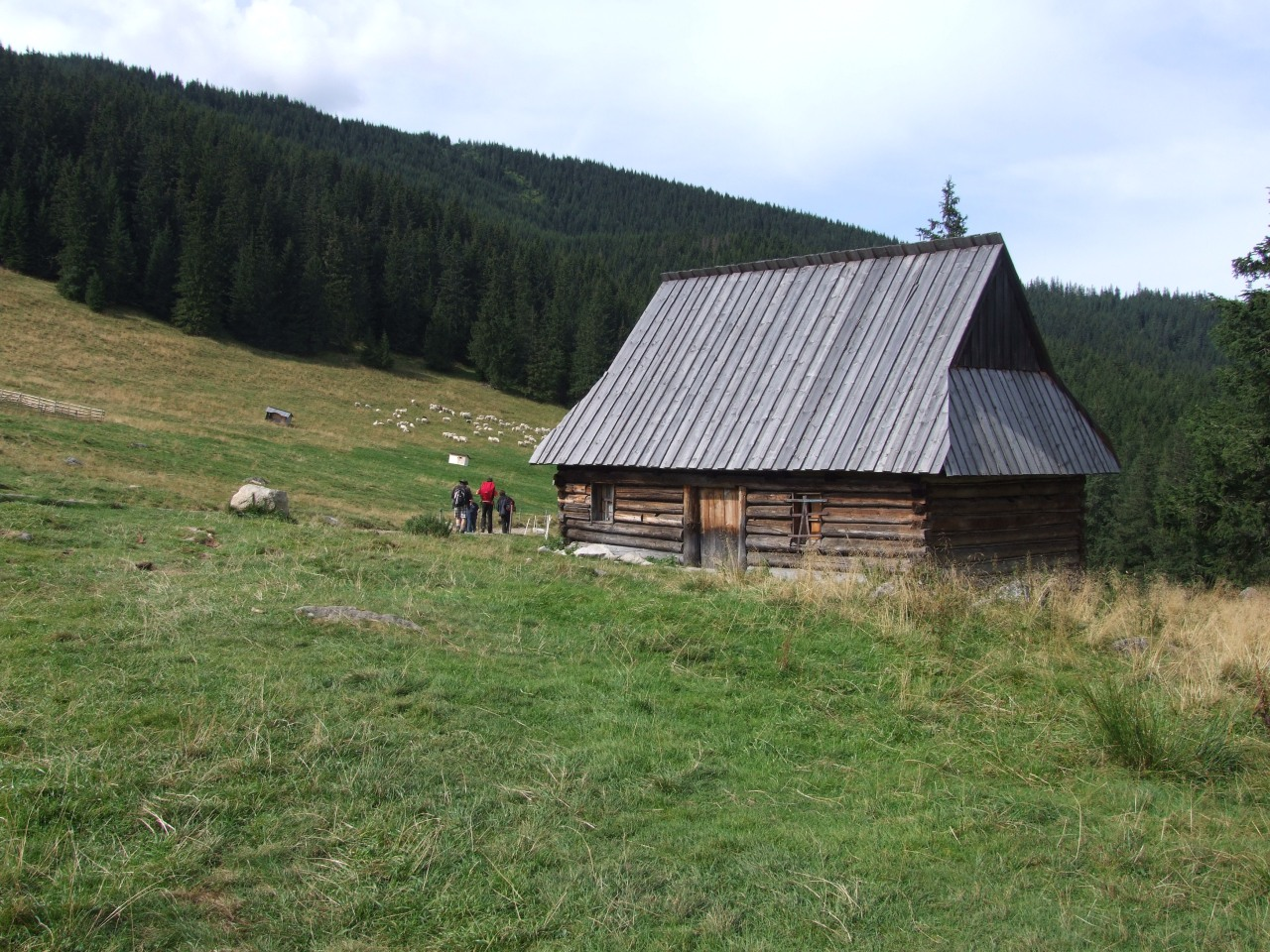
Jeden z szałasów

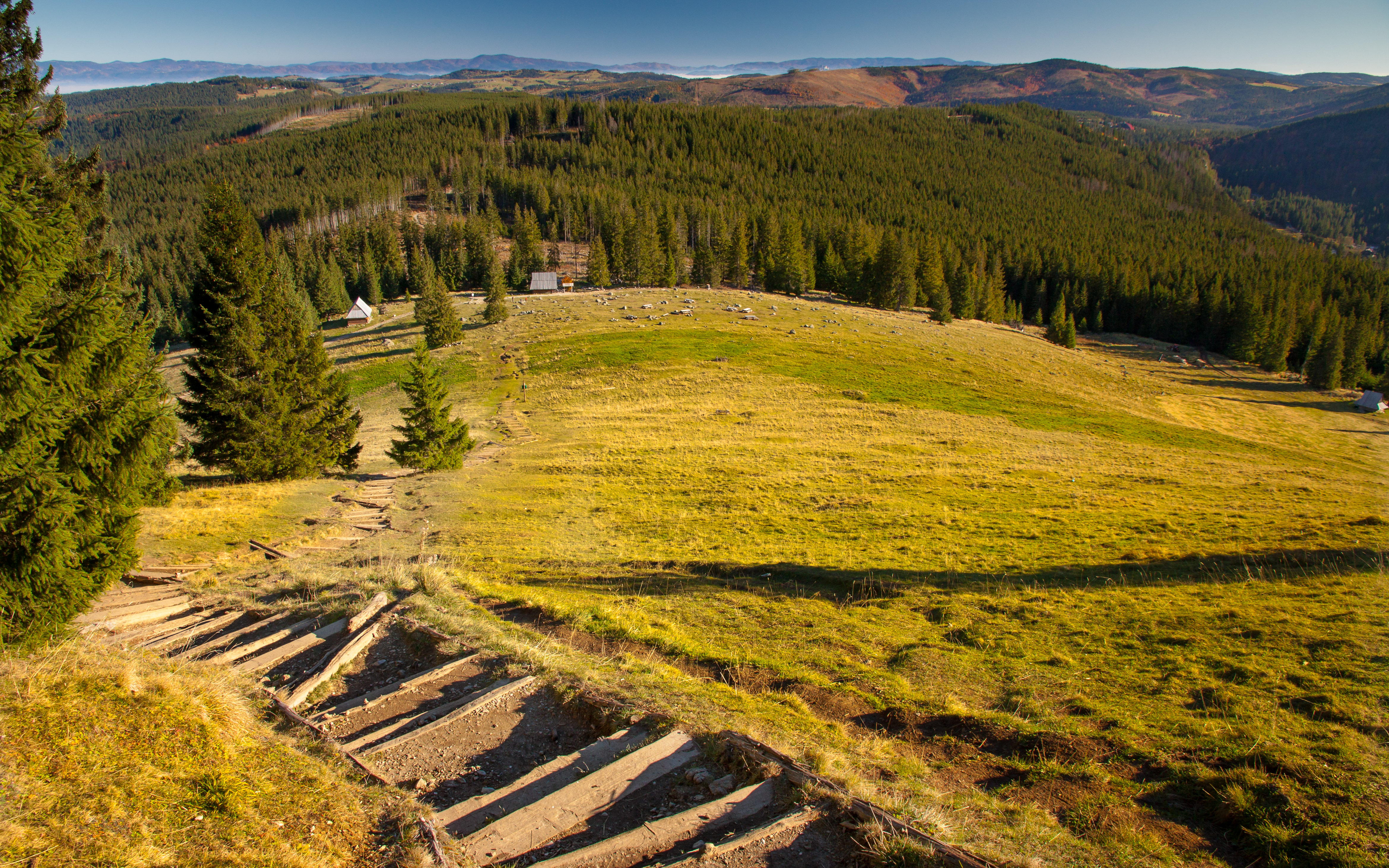
Rusinowa Polana – widok ze szlaku na Gęsią Szyję

Rusinowa Polana – polana reglowa w polskich Tatrach Wysokich.

## Nazewnictwo
Poza wymienioną powyżej nazwą polana nosiła i nosi szereg nazw: Rusinowa Jaworzyna, Rusinka, Rusinówka i Polana. Nazwę hali i polany wywodzi się od nazwiska Rusinów, sołtysów z Gronia, którym została nadana przez króla Zygmunta III Wazę w roku 1628. W dokumentach z 1766 r. są oni wymienieni jako Rusińscy lub Rusinowscy. Dokument z 1663 r. podaje polanę pod nazwą Węgierska Górka, a z 1699 r. jako Rusienka.

## Opis polany
Polana znajduje się pomiędzy Gęsią Szyją (1489 m) a Gołym Wierchem (1205 m), na grzbiecie łączącym Tatry z Pogórzem Bukowińskim. Położona jest na wysokości około 1180–1300 m n.p.m. Całkowita jej powierzchnia wynosi obecnie około 20 ha. Polana graniczy od północnego zachodu z odnogą doliny Filipki – Doliną Złotą (oddziela je Złoty Potok) i od południa z Doliną Waksmundzką.
W czasie przedostatniego zlodowacenia lodowiec z Doliny Waksmundzkiej przewalił się przez Rusinową Polanę, pozostawiając na niej granitowe bloki. Dziełem lodowca jest także wyraźne podcięcie stoku na dolnym skraju polany.
W okolicy polany żyją jelenie, sarny, zające, lisy, wiewiórki i kruki. Bywają także niedźwiedzie. W 1946 r. niedźwiedź podkopał się pod szałas i zabił dwie owce. Z rzadkich w Polsce gatunków roślin stwierdzono występowanie złoci małej.

## Historia
O wytworzeniu polany pisze dokument króla Augusta II Mocnego z roku 1698. Na polanie zlokalizowana była osada pasterska, licząca w połowie XX wieku 20 obiektów drewnianych – szałasów i szop. Dawniej polana wchodziła w skład Hali Jaworzyna Rusinowa o łącznej powierzchni ok. 1,2 km² (resztę stanowiły las i halizny). Hala ta od dawna była miejscem wypasu owiec i krów. Według zachowanych informacji wypasano tam nawet do 400 owiec, choć bliższa wydaje się liczba 200. Część polany była koszona, siana nie zwożono jednak do miejscowości, lecz na miejscu karmiono nimi owce przez zimę. Osada na Rusinowej była więc zamieszkiwana w części przez cały rok i było to najdłużej istniejące w Tatrach zimowisko owiec. Mieszkał w nim Wojciech Szyszka do 1954 r.
Po utworzeniu Tatrzańskiego Parku Narodowego uznano, że wypas bydła i owiec na terenie parku stanowi zagrożenie dla roślinności i stopniowo wprowadzono zakaz wypasu. Ostatnie owce wypasał Jan Murzański. Zabudowania osady pasterskiej zostały uznane za obiekty zabytkowe, co nie uchroniło ich od zniszczenia, dewastacji lub pożaru. Inwentaryzacja z 1975 r. wykazała już jedynie 8 budowli pasterskich, w tym 2 szałasy pasterskie (bacówki), 3 szopy inwentarskie i 3 inne budowle. W 1996 r. spłonął szałas Jana Murzańskiego. Obecnie zachowało się w różnym stanie około 6 obiektów. W 1981 r. przywrócono ponownie wypas owiec – do 200 sztuk. Owce wypasa Stanisław Rychtarczyk. W bacówce sprzedawane są w sezonie oscypki i inne wyroby z owczego mleka.
Walery Eljasz-Radzikowski w swoim przewodniku w 1874 r. podaje, że w okolicy Rusinowej Polany straż leśna rozbiła bandę zbójników i zabiła ich herszta. Potwierdzają to ustne przekazy wśród mieszkańców Bukowiny Tatrzańskiej mówiące o zbójniku Stokfiszu zastrzelonym pod Łysą Skałką.
Na polanie tej bywał kardynał Karol Wojtyła.
W 1953 r. planowano budowę na polanie schroniska mającego obsługiwać wycieczki z Bukowiny Tatrzańskiej. Pomysł ten, jak pisze Józef Nyka, na szczęście upadł.
W 2001 z inicjatywy dominikanów na polanie powstała tymczasowa kaplica.

## Turystyka
Od początku ruchu turystycznego w Tatrach przez Rusinową Polanę przebiegały szlaki turystyczne. Walory widokowe tej polany „odkryli” Eugeniusz Janota w 1867 r. i Walery Eljasz-Radzikowski, który w swoim przewodniku Tatry z 1875 r. opisuje ją jako dogodne miejsce dla dłuższego wypoczynku. Pisze: Widok stąd na Tatry – jeden z najpiękniejszych. Witold i Zofia Paryscy w Wielkiej encyklopedii tatrzańskiej piszą: Z R.P. roztacza się wspaniały widok na Tatry Biel. i Wys., mniej rozległy niż z wierzchołka pobliskiej Gęsiej Szyi, ale pod pewnymi względami piękniejszy.
W bezpośredniej bliskości polany znajduje się Sanktuarium Matki Boskiej na Wiktorówkach.
Na polanie krzyżują się szlaki turystyczne:
 z Zazadniej przez Rusinową Polanę do Palenicy Białczańskiej.
- Czas przejścia z Zazadniej na Rusinową Polanę: 1:15 h, ↓ 1 h
- Czas przejścia z Rusinowej Polany do Palenicy Białczańskiej: 40 min, z powrotem 50 min

 z Wierchporońca przez Rusinową Polanę i Gęsią Szyję na Rówień Waksmundzką, a dalej do schroniska „Murowaniec”.
- Czas przejścia z Wierchporońca na polanę: 1 h, ↓ 45 min
- Czas przejścia z polany przez Gęsią Szyję na Rówień Waksmundzką: 1 h, z powrotem 50 min

 odchodzący od dolnego skraju polany, prowadzący na Polanę pod Wołoszynem. Czas przejścia w obie strony: 25 min.